# Unterwart
Unterwart es una localidad situada en el distrito de Oberwart, en el estado de Burgenland, Austria. Tiene una población estimada, a principios del año 2022, de 967 habitantes.
Está ubicada en el centro-sur del estado, a poca distancia al oeste de la frontera con Hungría y al sureste de Viena.